# ایسورزیو
ایسورزیو (به ایتالیایی: Aicurzio) یک سکونتگاه مسکونی در ایتالیا است که در استان مونتزا و بریانتزا واقع شده‌است.

## خصوصیات
ایسورزیو ۲٫۵ کیلومترمربع مساحت و ۲٬۰۱۰ نفر جمعیت دارد و ۲۳۵ متر بالاتر از سطح دریا واقع شده‌است.